# Little Dark Age
"Little Dark Age" é uma canção da banda americana MGMT. Foi lançada como o single principal de seu quarto álbum de estúdio, Little Dark Age, em 17 de outubro de 2017, pela Columbia Records. Em entrevista à Newsweek, Andrew VanWyngarden, o vocalista principal, guitarrista e compositor da banda afirmou que o synth-pop soviético dos anos 1980 influenciou a música.

## Lançamento
Antes do lançamento da música, a banda fez várias postagens em suas redes sociais divulgando o álbum e o próximo single. Em 12 de outubro de 2017, a banda postou um videoclipe do instrumental inicial da música em suas redes sociais com a legenda "#LittleDarkAge". "Little Dark Age" foi lançado como single digital em 17 de outubro pela Columbia Records. A canção foi lançada com um videoclipe que a acompanha.

## Arte de capa
A arte da capa do single foi tirada diretamente de uma obra do mangaká japonês Suehiro Maruo. No balão de texto, o personagem afirma o seguinte: "Ah, ok. É ruim pedir algo sem oferecer algo em troca. Então eu vou te mostrar um pouco de mágica. Não há truques aqui. Eu chamo isso de 'Descoberta da África.'"

## Recepção
"Little Dark Age" recebeu críticas geralmente positivas dos críticos. Escrevendo para a  Revista Spin, Jeremy Gordon chamou a música de "sombria e divertida". Ele disse que a música e o vídeo eram "sombrios, mas apenas um pouco, e a vibe parece apropriada para onde eles estão agora - mais velhos e sem empregos de escritório, mas cientes do que ainda deu errado". No final de 2020, sua popularidade ressurgiu devido a uma tendência viral do TikTok, onde centenas de milhares utilizaram a música.

## Videoclipe
O videoclipe de "Little Dark Age", dirigido por David MacNutt e Nathaniel Axel, estreou em 17 de outubro de 2017. O vídeo foi considerado fora do personagem e surpreendentemente gótico para a banda. Jeremy Gordon, da Spin, chamou o vídeo de "dadaesco".

## Créditos
- Andrew van Wyngarden – vocais, sintetizador, programação, produtor
- Ben Goldwasser – sintetizador, programação, produtor
- James Richardson – baixo adicional
- Patrick Wimberly – produtor
- Dave Fridmann – produtor

## Posição nas paradas musicais
| Parada (2017)                                           | Melhor posição |
| ------------------------------------------------------- | -------------- |
| México (Billboard Mexico Ingles Airplay)                | 37             |
| Estados Unidos (Billboard Alternative Digital Songs)    | 23             |
| Estados Unidos (Billboard Hot Rock & Alternative Songs) | 32             |

| Parada (2021)    | Melhor posição |
| ---------------- | -------------- |
| Lituânia (AGATA) | 85             |